# Porano
Porano là một đô thị ở tỉnh Terni trong vùng Umbria của Ý, có cự ly khoảng 50 km về phía tây nam của Perugia và khoảng 45 km về phía tây bắc của Terni. Tại thời điểm ngày 31 tháng 12 năm 2004, đô thị này có dân số 1.867 người và diện tích là 13,5 km².
Porano giáp các đô thị: Lubriano, Orvieto.